# Aysel Tuğluk
Aysel Tuğluk [ajsel ˈtuːɫuk] (Elâzığ, 17 de juliol de 1965) és una política kurda. Va ser membre fundadora del Partit de la Societat Democràtica (DTP) a Turquia. Aysel Tuğluk va ser empresonada a la presó de tipus F de Kocaeli, situada prop d'Istanbul fins al 2022.

## Biografia
Tuğluk va estudiar dret a la Universitat d'Istanbul, on es va graduar, i després va treballar com a advocada. Anteriorment havia estat membre del Consell de la Junta de la Fundació d'Investigacions en Dret Social. A més de ser membre de l'Associació Turca pels Drets Humans (İHD), també és membre fundadora de l'Associació de Dones Patriòtiques (YKD). En l'apel·lació d'Abdullah Öcalan davant el Tribunal Europeu de Drets Humans (TEDH) contra el seu veredicte a Turquia, va actuar com a advocada de la defensa.

### Carrera política
Va ser candidata de l'aliança Mil Esperances (turc: Bin Umut Adayları) a les eleccions al Parlament de Turquia de 2007, i va ser escollida diputada per Diyarbakır. La immunitat parlamentària d'Aysel Tuğluk li va impedir entrar a la presó a causa d'una condemna d'1 any i 6 mesos. Però el desembre de 2009 el Tribunal Constitucional turc la va expulsar de la Gran Assemblea Nacional de Turquia i la va inhabilitar per un període de cinc anys. El Tribunal Constitucional també va tancar el Partit de la Societat Democràtica. La decisió del Tribunal Constitucional es va basar en una sentència que diu que ella i el DTP tenen afiliacions al Partit dels Treballadors del Kurdistan (PKK), una organització que no renega de la violència per assolir objectius polítics. Ella i el DTP van continuar negant aquestes afiliacions i es van oposar a la violència. Tuğluk va ser reelegida com a membre del Parlament a les eleccions generals del 12 de juny de 2011 després de presentar-se com a independent.

## Acusació legal

### Sentències de 2007 i 2009
El 2007 va ser condemnada a 18 mesos de presó per la distribució de fulletons del partit en llengua kurda, cosa que està prohibida per la llei, que exigeix que tots els escrits polítics estiguin en turc.
El 5 de febrer de 2009, Tuğluk va ser condemnada de nou, aquesta vegada a 18 mesos de presó per un tribunal de la ciutat de Diyarbakir per violar les lleis antiterroristes en referir-se als combatents del PKK com a "herois per a alguns" en una manifestació el 2006.

### Sentència del 2012
El juny de 2012, Aysel Tuğluk va ser condemnada a 14 anys i 7 mesos de presó sota l'acusació de "cometre un delicte en nom de l'organització terrorista armada PKK sense ser-ne membre" i també per "fer propaganda en nom d'una organització terrorista".
Els seus advocats van argumentar que va fer els discursos amb l'objectiu de fomentar la fraternitat i la unitat. Les autoritats només van triar algunes frases amb les quals no estaven d'acord. Els advocats de l'acusació van apel·lar la sentència al Tribunal Suprem d'Apel·lacions.

### Sentències del 2018 i presó
El 26 de desembre de 2016 va ser detinguda i el gener de 2018 condemnada a 1 any i 6 mesos de presó per “oposició a la llei de concentracions i manifestacions”. El març de 2018 va ser condemnada a 10 anys de presó per ser "líder d'una organització terrorista". Es va argumentar que havia rebut ordres d'Abdullah Öcalan, que havia fet declaracions als mitjans de comunicació propers al PKK i que havia assistit a funerals de "terroristes". Va negar ser membre d'una organització terrorista i que només era membre del Congrés de la Societat Democràtica (DTK) i del Partit Democràtic del Poble, que no són organitzacions terroristes.
El 6 de setembre de 2021, els seus advocats van instar les autoritats legals turques a garantir el tractament a Tuğluk pels seus problemes de salut, que no es van revelar quins eren. La Institució de Medicina Legal va concloure en el seu informe que podia romandre a la presó. La declaració d'Ümit Dede d'HDP va destacar les contradiccions dels informes mèdics i va presentar juntament amb els seus advocats una objecció a la "Junta Suprema de la Institució de Medicina Legal".

### El judici de Kobani
Des del gener de 2021 Tuğluk, juntament amb altres polítics del HDP, està acusada d'haver assassinat 37 vegades i d'haver intentat pertorvar la unitat de l'estat per haver donat suport a les protestes de l'octubre de 2015 contra la massacre a Kobani, que estava sota el setge de l'Estat Islàmic.

### Alliberament
Des que va ser empresonada, Tuğluk ha estat hospitalitzada dues vegades, i el seu estat de salut va empitjorar fins a tal punt que va ser alliberada l'octubre de 2022, gràcies a un informe favorable de l'Institut de Medicina Forense.